# Soucit
Soucit je pocit spoluúčasti na bolesti a trápení druhých, ve kterém se projevuje empatie (na rozdíl od lítosti). Podle výzkumů se soucit sestává z následujících pěti elementů:
1. rozpoznání utrpení
2. pochopení faktu všeobecné přítomnosti utrpení v lidské zkušenosti
3. prožívání emočního pohnutí nad utrpením druhých a emočního spojení s jejich trápením
4. tolerování průvodních nepříjemných pocitů (např. strachu, tísně, bolesti) tak, že zůstaneme otevření vůči utrpení dané osoby a akceptujeme jej
5. jednání nebo motivace k jednání směrem ke zprostředkování úlevy od utrpení